# Франсафрика

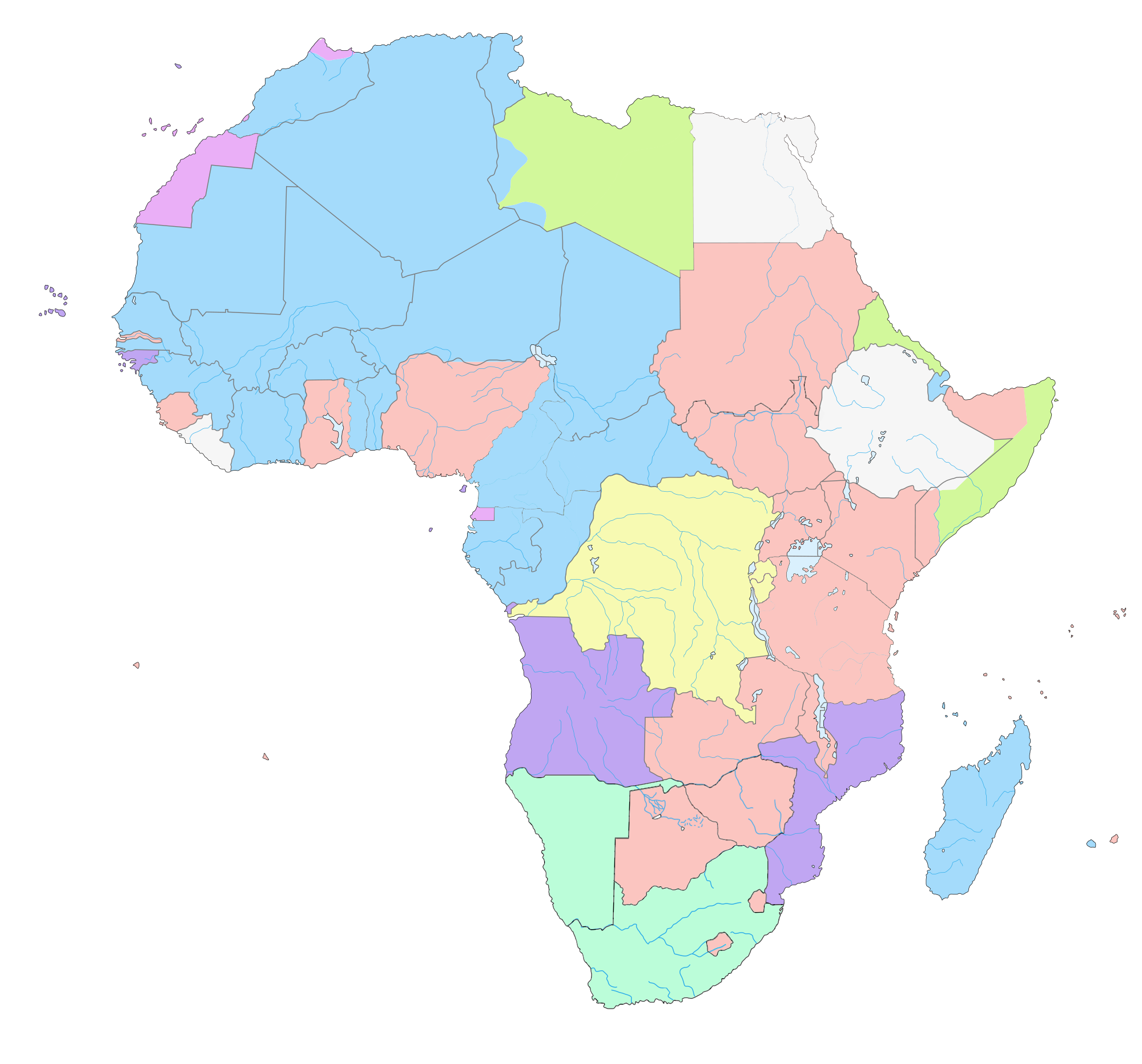
Карта з французькими колоніями (синім кольором) в Африці 1930 року; саме. Французька екваторіальна Африка, французька Північна Африка, французька Сомаліленд та французька Західна Африка. Поряд з колишніми бельгійськими колоніями (показані жовтим кольором), ці райони сьогодні складають основну частину франкофонної Африки.
Малі, Лівія, Францафріке: Жан-Ів Ле Дріан — міністр «усієї безпеки»?
Африка, континент, забутий у новинах французького телебачення.
Три елементи, які показують труднощі інтеграції дітей іммігрантів у Францію
Дочка Нельсона Мандели Зіндзі помирає у 59 років
Лідери протесту проти президента «ІБК» оголосили про проведення мирної демонстрації 17 липня.
[Інформація RFI] Франція допомагає Того в справі Маджулби
----
Бельгія
Франція
Німеччина
Велика Британія
Італія
Португалія
Іспанія
Незалежні країни

У міжнародних відносинах Françafrique (фр. вимова: [fʁɑ̃safʁik]) є Французька сфера впливу (або pré carré французькою мовою, тобто задній двір) над своїми колишніми колоніями в Субсахарській Африці. Термін був похідний від виразу Франція-Африка, який використовував перший президент Кот- д'Івуару Фелікс Хуфует-Боуні в 1955 році для опису тісних зв'язків своєї країни з Францією. Пізніше він був перейменований у Франсуафріке Франсуа-Ксав'є Вершав у 1998 році, щоб критикувати передбачувану корупційну та підпільну діяльність різних франко-африканських політичних, економічних та військових мереж.
Після деколонізації західноафриканських колоній, починаючи з 1959 року, Франція продовжувала підтримувати сферу впливу в Африці, що було критично важливим для бачення на той момент президентом Шарлем де Голлем Франції, як глобальної держави (або величі у французькій мові) і як опора британському та американському впливу в постколоніальному світі. США підтримали постійну присутність Франції в Африці, щоб запобігти потраплянню регіону під радянський вплив під час холодної війни. Франція підтримувала тісні політичні, економічні, військові та культурні зв'язки з колишніми африканськими колоніями, які були багатошаровими, включаючи інституційний, напівінституційний та неофіційний рівень.
Франсафріку було притаманне кілька особливостей, що з'явилися під час холодної війни, першою з яких була Африканська клітина, група, що складалася з президента Франції та його близьких радників, які приймали політичні рішення щодо Африки, часто у тісній співпраці з потужними бізнес-мережами та французька спецслужба. Ще однією особливістю була зона франків, валютний союз, який прив'язував валюти більшості франкофонних африканських країн до французького франка. Францафріке також в значній мірі базувався на концепції кооперації, яка була реалізована через низку угод про співробітництво, що дозволили Франції встановити тісні політичні, економічні, військові та культурні зв'язки зі своїми колишніми африканськими колоніями. Франція також розглядала себе як гарант стабільності в регіоні, і тому прийняла інтервенціональну політику в Африці, в результаті чого військові втручання були в середньому один раз на рік з 1960 по середину 1990-х. Нарешті, центральною рисою Францафріка були особисті мережі, які підтримували неформальні, сімейні стосунки між французькими та африканськими лідерами. У цих мережах часто бракувало нагляду та ретельної уваги, що призвело до корупції та рекеті держави.
Після холодної війни режим Франсафріке протягом багатьох років слабшав через бюджетні обмеження Франції, більш широкий громадський контроль у країні, смерть головних акторів Францафріке (Фоккарт, Міттеран, Паскуа та члени Elf) та інтеграцію Франції в європейський Союз . Економічна лібералізація, висока заборгованість та політична нестабільність колишніх африканських колоній знизили їх політичну та економічну привабливість, змусивши Францію прийняти більш прагматичний і жорсткий підхід до своїх африканських відносин.
Як пояснити «розчарування» африканського континенту щодо Франції?.

## Етимологія
Термін Françafrique був похідним від виразу Франція-Африка, який був використаний у 1955 р. Президентом Фелікс Хоуфует-Боні з Кот -д'Івуару який виступав за підтримку тісних відносин з Францією, при цьому долучаючись до незалежності. Тісна співпраця між Хофуфо-Боні та Жак Фоккарт, головним радником з питань африканської політики в урядах Шарля де Голля та Жоржа Помпіду (1958—1974), як вважається, сприяла " Іворійському диво " економічного та промислового прогресу.
Згодом цей термін був перейменований у Франсуафріке Франсуа-Ксав'є Вершав і був використаний як назва його книги 1998 року « La Françafrique: le plus long skandale de la République» яка критикує політику Франції в Африці. Вершав і асоціація Survie, президентом якої був до смерті в 2005 році, знову використовували вираз Houphouët-Boigny для того, щоб назвати і осудити багато прихованих зв'язків між Францією та Африкою. Пізніше він визначив Францафріке як «таємну злочинність у верхніх ешелонах французької політики та економіки, де якась підземна республіка прихована від погляду». Він сказав, що це також означає «France à fric» (фрі — французький сленг за «готівку»), і що "протягом чотирьох десятиліть сотні тисяч євро розтратили з боргів, допомоги, олії, какао … або злиті через французькі монополії-імпортери, фінансували французькі політико-ділові мережі (всі вони відходили від основної неогаллістської мережі), дивіденди акціонерів, основні операції спецслужб та корисливі експедиції ".

## Історія

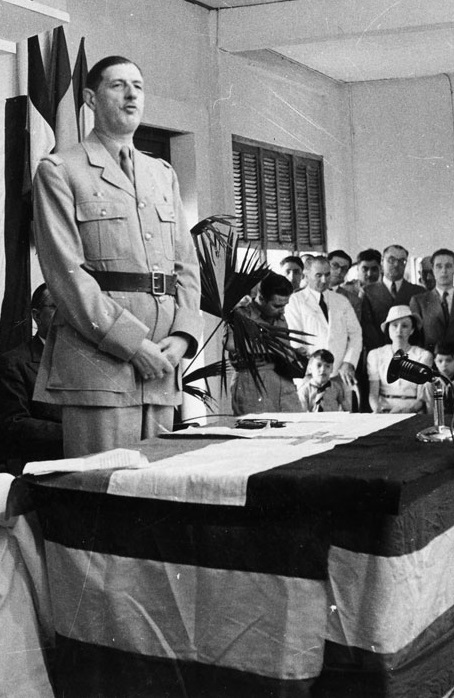
Шарль де Голль під час інавгурації Браззавільської конференції, 1944 рік

Коли Шарль де Голль повернувся до влади на посаді президента Франції у 1958 році, Франція вже була сильно ослаблена Другою світовою війною та конфліктами в Індокитаї та Алжирі . Він продовжував надавати незалежність решті колоній Франції на півдні від Сахари в Африці в 1960 році, намагаючись підтримувати тісні культурні та економічні зв'язки з ними та уникати більш дорогих колоніальних війн. Порівняно з деколонізацією Французького Індокитаю та Алжиру, передача влади в Підсахарі здебільшого була мирною. Тим не менш, де Голль захопився збереженням статусу Франції як глобальної держави (або величі) і як опори британському та американському впливу в постколоніальному світі. Таким чином, він бачив тісні зв'язки з колишніми африканськими колоніями Франції, як можливість посилити імідж Франції на світовій арені, як основна держава, так і як сила, яка врівноважує США та Радянський Союз під час холодної війни . США підтримали постійну присутність Франції в Африці, щоб запобігти потраплянню регіону під радянський вплив. Так само Велика Британія мала інтерес до Західної Африки, яка залишила Францію як єдину велику державу в цьому регіоні.
Для реалізації свого бачення величі Франції де Голль призначив Жак Фоккарта, близького радника і колишнього розвідника французького опору під час Другої світової війни посаду Генерального секретаря з питань африканських та малагасійських питань. Фокарт відіграв ключову роль у підтримці сфери впливу Франції в Транссахарській Африці (або Францафріке), коли створив низку угод про співпрацю, які охоплювали політичний, економічний, військовий та культурний сектори з ансамблем африканських країн, до складу якого входила Франція колишні колонії в Транссахарській Африці (Бенін, Буркіна-Фасо, Центральноафриканська республіка, Чад, Коморські острови, Джибуті, Габон, Гвінея, Кот-д'Івуар, Малі, Мавританія, Нігер, Республіка Конго та Сенегал), колишні довірчі території ООН (Камерун і Того), колишні бельгійські колонії (Руанда, Бурунді та Демократична Республіка Конго), а також колишні португальські (Гвінея-Бісау) та Іспанська (Екваторіальна Гвінея) території. Відносини Франції з усім цим ансамблем керували Міністерством співпраці, яке було створене в 1961 році зі старого колоніального міністерства, Міністерства за кордоном Франції. Міністерство співробітництва послужило центральним центром нової системи впливу Франції в Африці, а згодом було об'єднано з Міністерством закордонних справ у 1999 році. Фокарт також побудував густу мережу особистих мереж, яка підтримувала неформальні та сімейні стосунки між французькими та африканськими лідерами. Ці домовленості та відносини, поряд із зоною франків, дозволили Франції підтримувати тісні зв'язки зі своїми колишніми колоніями в Транссахарській Африці, які були багатошаровими, включаючи інституційний, напівінституційний та неофіційний рівні.
Фокарт продовжував виконувати функції головного радника, поки його не замінив молодший заступник Рене Журняк президентом Франції Валері Жискар д'Естінг . Коли Жак Ширак став прем'єр-міністром Франції у 1986—1988 роках, він консультувався з Фокартам з африканських питань. Ставши президентом Франції в 1995 році, Ширак знову звернувся до Ради Фокарта і президента США. Фокарт продовжував грати роль у франко-африканських відносинах до своєї смерті в 1997 році.

## Особливості холодної війни

### Африканська клітина
Рішення про африканську політику Франції несуть відповідальність (або domaine réservé по-французьки) французькі президенти з 1958 року. Вони разом зі своїми близькими радниками створили африканський осередок який приймав рішення щодо африканських країн, не вступаючи в більш широкі дискусії з французьким парламентом та учасниками громадянського суспільства, такими як неурядові організації . Натомість африканський осередок тісно співпрацював з потужними бізнес-мережами та французькими секретними службами.
Батьком-засновником африканської клітини Жак Фоккарт був призначений президентом Шарль де Голль . Він став спеціалістом з африканських питань у Елісейському палаці. У період з 1986 по 1992 рік Жан-Крістоф Міттеран, син президента Франсуа Міттерана та колишній журналіст AFP в Африці, обіймав посаду головного радника з питань африканської політики в африканському осередку. Його прозвали «Папамаді» (перекладається як «Тато мені сказав»). Він був призначений дипломатичним радником з питань Африки, але різниця у назвах була лише символічною. Новий фахівець з питань африканських питань в Елісейській генсеку Клод Ґеант, близький помічник президента Саркозі.

### Франкова зона

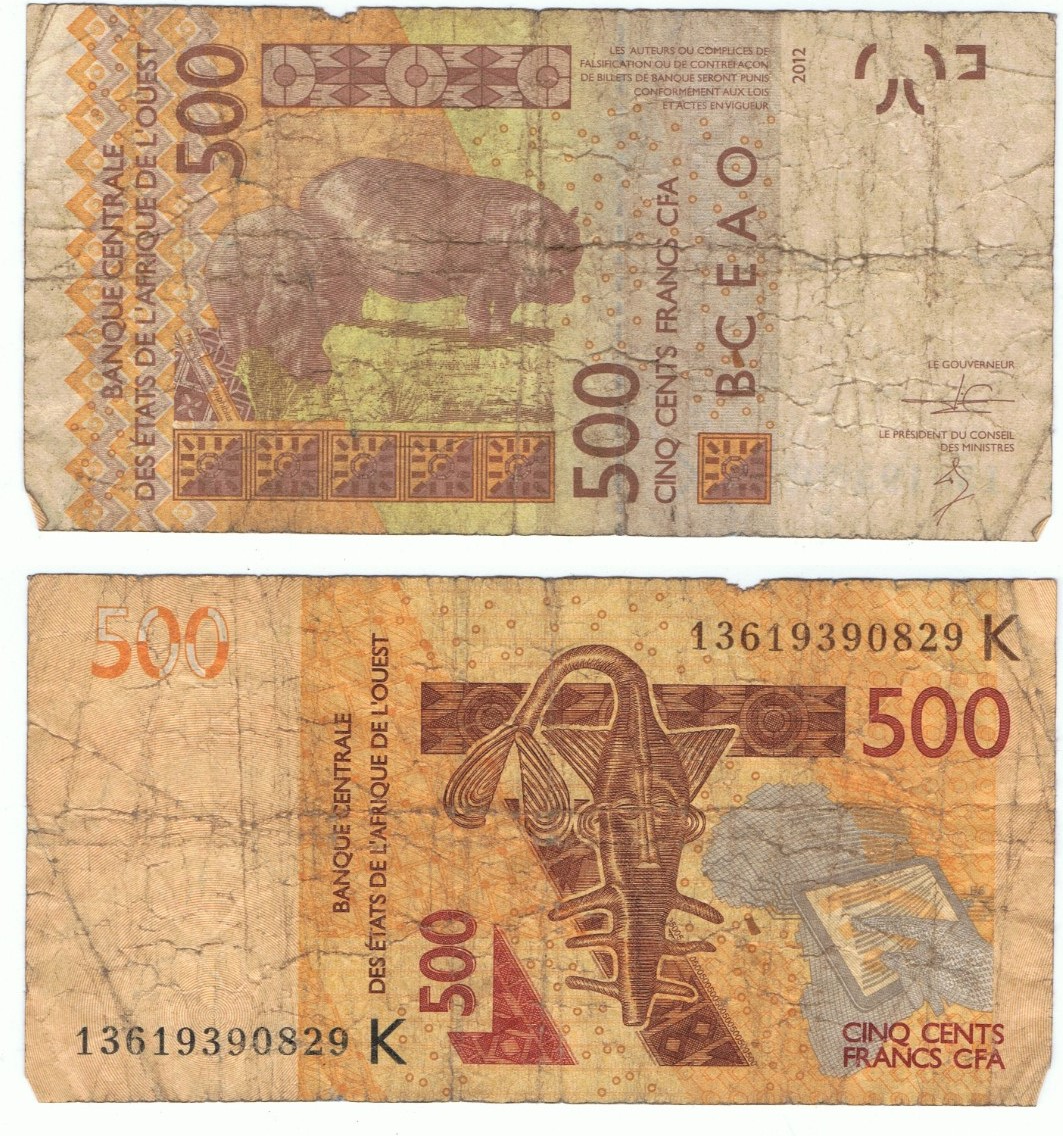
Центральноафриканські франки CFA.

Зона франка, валютний союз в країнах Субсахарської Африки була створена, коли франк CFA (або франк де ла Communauté Financière Africaine) був створений в 1945 році як колоніальна валюта для понад десятка африканських колоній Франції. Зона продовжує існувати навіть після того, як колонії домоглися своєї незалежності на початку 1960-х, і лише три африканські країни покинули зону, в основному з міркувань національного престижу. Одна з трьох країн, Малі, знову приєдналася до зони в 1984 році. Франк CFA був прив'язаний до французького франка (зараз євро), а його конвертованість гарантувала французька казначейство. Незважаючи на спільний обмінний курс, франк CFA — це фактично дві валюти — центральноафриканський франк CFA та франк західноафриканських франків CFA, якими керуються їхні центральні банки в Центральній та Західній Африці. Валютні резерви країн-членів об'єднані, і кожен з двох центральних банків Африки зберігає 65 % своїх валютних резервів у казначействі Франції.
Зона франка мала на меті забезпечити африканським країнам грошову стабільність, і країни-члени, наприклад, Кот-д'Івуар, зазнали відносно низької інфляції за середньою ставкою 6 % за останні 50 років порівняно з 29 % у сусідній Гані, країні, що не є членом. Більше того, фіксований курс між франком CFA та французьким франком змінився лише один раз у 1994 році, коли франк CFA вважався завищеним. Однак ця грошова угода дозволила Франції контролювати грошову масу франка CFA та впливати на процес прийняття рішень центральними африканськими банками через свої ради.

### Угоди про співпрацю
На початку 60-х років уряди Франції розробили дискурс навколо концепції співпраці, або «відносин після незалежності». Ця концепція була пов'язана із зусиллями по поширенню французького впливу у всьому світі, наприклад, популяризація французької мови та культури, забезпечення ринків французьких товарів та проектування французької влади. Його потрібно було досягти поза традиційним колоніальним контекстом, коли суверенні держави, такі як Франція та нові незалежні африканські країни, працюватимуть разом на взаємну вигоду. Концепція співпраці також апелювала до почуття історичної відповідальності Франції за сприяння розвитку колишньої колоніальної «сім'ї». З цією метою Франція підписала договори про співпрацю зі своїми колишніми колоніями, які надавали їм культурну, технічну та військову допомогу, наприклад, направлення французьких викладачів та військових радників для роботи для новостворених африканських урядів. Угоди також дозволили Франції підтримувати війська в Чаді, Джибуті, Габоні, Кот-д'Івуарі та Сенегалі, а також створити рамки, які дозволять Франції військово втручатися в регіон. Протягом 1970—1981 рр. Бюджет французького військового співробітництва становив від 11 до 19 % всього бюджету кооперації. За президента де Голля французька допомога та допомога були обумовлені підписанням цих угод. Наприклад, коли Гвінея відмовилася підписувати угоди, Франція негайно вилучила свій персонал з Гвінеї та припинила всю допомогу цій країні. За виконання цих домовленостей відповідав Жак Фоккарт, Генеральний секретар у справах Африки та Малагасії при президентах Шарль де Голль та Жорж Помпіду . Лише у 1987 р. Франція була найбільшим джерелом допомоги для розвитку країн Субсахарської Африки, надаючи до 18 % загальної допомоги регіону, за нею — Світовий банк (13 %), Італія (8,5 %), США (6,8 %), Німеччини (6,8 %) та Європейського співтовариства (6,4 %). Вся допомога Франції була надана через Міністерство співпраці. Франція отримала користь від своєї допомоги, торгівлі та інвестицій в Африку, що постійно створювало позитивний платіжний баланс на користь Франції.

### Військові втручання

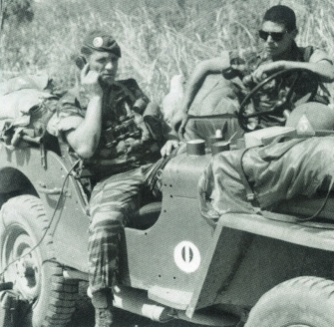
Французький радіооператор на джипі під час операції «Леопард»

Після деколонізації Франція уклала офіційні угоди про оборону з багатьма франкофонними країнами Транссахарської Африки. Ці домовленості дозволили Франції утвердитися як гарант стабільності та гегемонії в регіоні. Франція прийняла інтервенційну політику в Африці, в результаті якої було проведено 122 військові втручання, що складалися в середньому один раз на рік з 1960 по середину 1990-х років і включали такі країни, як Бенін (Операція Верді в 1991 році), Центральноафриканська республіка (Операція «Барракуда» у 1979 р. та «Операція Альмандін у 1996 р.), Чад (Операція Бізон у 1968–72 рр., Опера Окаро в 1978 р., Операція Манта в 1983 р. та Операція Епервер'є в 1986 р.), Коморські острови (Операція» Осид «у 1989 р. та» Операція «Азалій» у 1995 р.), Демократична республіка Конго (операція «Леопард» в 1978 р. І «Операція Баум'є» в 1991 р., Коли це був Заїр, і операція «Артеміда» в 2003 р.), Джибуті (операція «Годорія» в 1991 р.), «Габон» (1964 р. І операція «Реквілін» в 1990 р.), Кот-д'Івуар (Операція Лікорн в 2002 р.), Мавританія (Операція Ламантин у 1977 р.), Республіка Конго (Операція Пелікан у 1997 р.), Руанда (операція «Нуро» у 1990–93 рр., Операція «Амаріліс» у 1994 р. Та « Бірюзова операція» у 1994 р.), Того (1986 р.), Сенегал (запобігання перевороту " état i n 1962 р.] та Сьєрра-Леоне (операція «Сімблеу» у 1992 р.). Франція часто втручалася, щоб захистити французьких громадян, придушити заколоти чи запобігти переворотам, навести порядок або підтримати окремих африканських лідерів.

### Особисті мережі

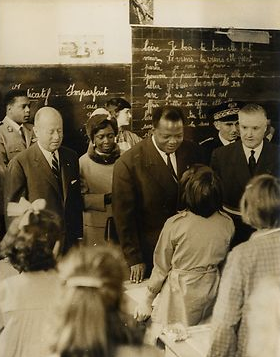
Жак Фоккарт (ліворуч), Хуберт Мага (в центрі) та Гай Чаванна (справа) відвідували школу в Торсі, Сена і Марна в 1961 році.

Центральною особливістю Францафріке було те, що відносини між державою та французькими лідерами в Африці були неофіційними та сімейними і підтримували густу мережу особистих мереж (або резо французькою мовою), діяльність яких фінансувалася з бюджету кооперації . Жак Фоккарт створив ці мережі, які послужили одним з головних механізмів для клієнтських відносин, які підтримувала Франція зі своїми колишніми африканськими колоніями. Діяльність цих мереж не піддавалася парламентському нагляду чи пильному контролю, що призвело до корупції, оскільки політики та чиновники втягувались у бізнес-діяльність, яка спричинила державний рекет .
Розмивання державних, партійних та особистих інтересів дозволило неофіційним сімейним відносинам франко-африканського блоку принести користь конкретним групам інтересів та невеликим верствам населення Франції та Африки. Наприклад, великі французькі політичні партії отримали фінансування за переробку частини бюджету кооперації, яка таємно пробилася до каси партії через Африку та від французької нафтової компанії Elf, французької державної власності, коли вона досягла своїх стратегічних цілей у Африка. Африканські лідери та невеликі франкомовні еліти, до яких вони належали, також отримали користь від цих неформальних відносин, оскільки вони надавали їм політичну, економічну та військову підтримку.

## Епоха після холодної війни

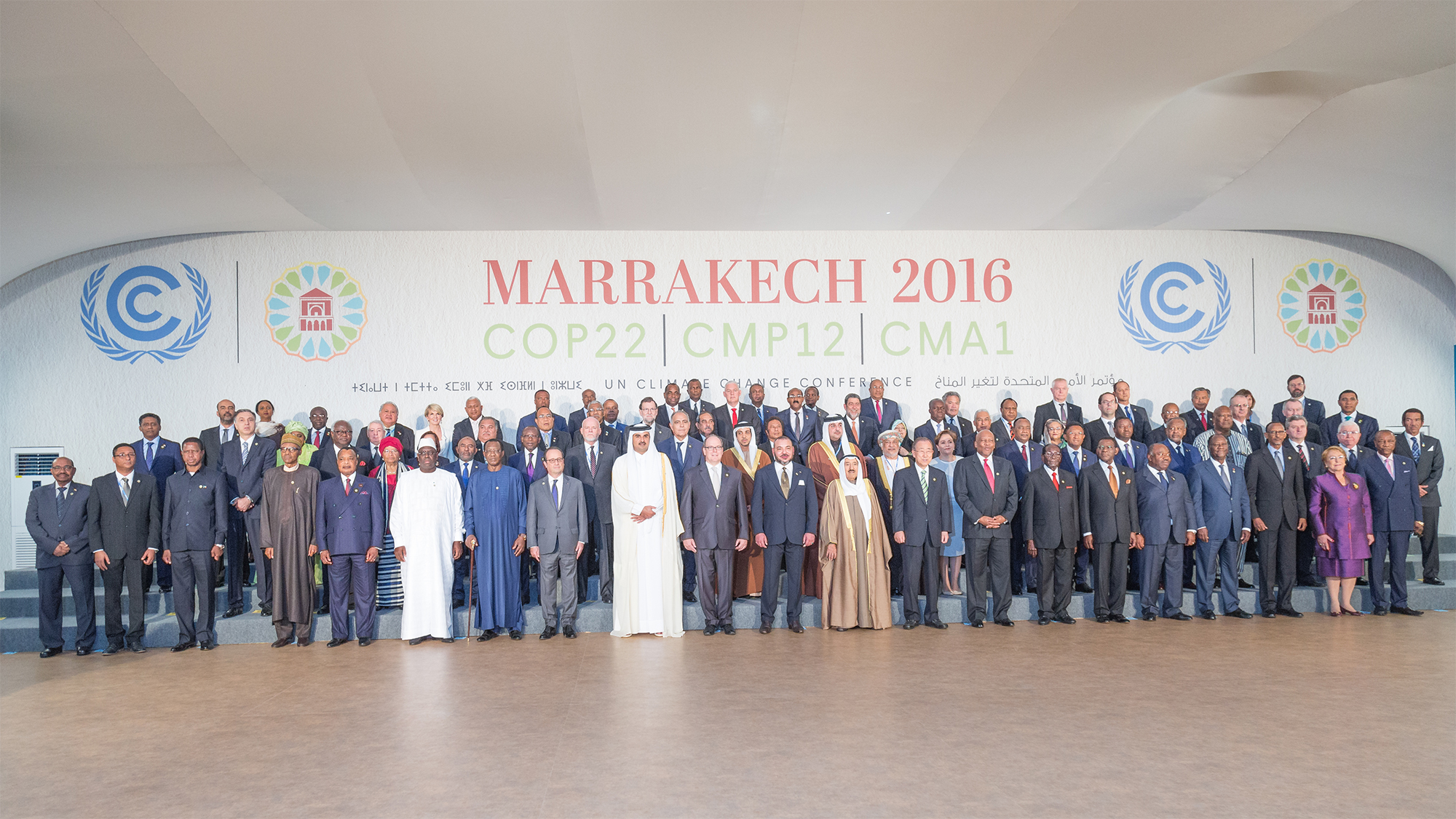
Колишній президент Франції Франсуа Олланд з королем Марокко Мухаммедом VI та іншими світовими лідерами в Марракеші.

Режим Францафріке був на розпалі з 1960 по 1989 рік, але після холодної війни він ослаб через бюджетні обмеження Франції, більший громадський контроль у країні, загибель головних діячів Францафріке та інтеграцію Франції до Європейського Союзу . Економічна лібералізація, висока заборгованість та політична нестабільність колишніх африканських колоній знизили їх політичну та економічну привабливість, змусивши Францію прийняти більш прагматичний і жорсткий підхід до своїх африканських відносин. Крім того, багато щільної мережі неформальних мереж, які прив'язали Францію до Африки, скоротилося.
Режим допомоги старого франкафріке до 1990 року, який зробив країни Транссахарської Африки економічно залежними від Франції, тепер поступився місцем новому режиму, який повинен сприяти самодостатності, а також політичному та економічному лібералізму. Франція також прийняла доктрину Абіджана, яка інтернаціоналізувала економічну залежність африканських країн, досягнувши їх першої домовленості з Міжнародним валютним фондом (МВФ) до отримання французької допомоги. Це, в свою чергу, зменшило здатність французького уряду вільно маневрувати, вести власну відмітну африканську політику. Як результат, старий франко-африканський блок розколовся, і Франція відмовилася від своїх старих сімейних стосунків для більш прагматичного і жорсткого підходу до своїх стосунків зі своїми колишніми африканськими колоніями.
6 червня 2023 року Франція хоче залишатися «релевантним партнером» в Африці, незважаючи на «антифранцузьку риторику», заявила міністр закордонних справ Катрін Колонна, представляючи Сенату зовнішню політику країни в Африці..